# La Cité de l'indicible peur (roman)
Orașul fricii de nedescris (în franceză La Cité de l'indicible peur) este un roman de groază din 1943 al scriitorului belgian Jean Ray. Este o poveste polițistă de crimă care are loc într-un orășel englezesc, cu elemente de detectiv, groază și parodie.
A fost publicată pentru prima dată în Belgia la opt zile după cea mai faimoasă operă a lui Ray, romanul Malpertuis⁠(d), în 1943. Ambele lucrări au fost scrise în timp ce Ray a locuit în Ghent, sub ocupația nazistă⁠(d).
Cartea a stat la baza filmului omonim din 1964, regizat de Jean-Pierre Mocky⁠(d), cu Bourvil în rolul principal.
Romanul a fost tradus de Scott Nicolay⁠(d) în 2023 și publicat în limba engleză ca The City of Unspeakable Fear.

## Rezumat
Povestea urmărește un ofițer pensionar de la Scotland Yard, Sidney Terence Trigger („Triggs”), care se mută în orașul fictiv Ingersham din sud-estul Angliei. Se așteaptă la o viață rurală liniștită, dar descoperă că locuitorii din Ingersham anticipează o „mare frică” care va lovi orașul. 
O serie de morți și incidente aparent supranaturale îl atrag pe Triggs în rolul de detectiv, încercând să identifice ce este real în acest mediu paranoic.